# Hans Janßen (Politiker)
Hans Janßen (* 22. September 1918 in Rüstringen; † 20. August 2001 in Wilhelmshaven) war ein deutscher Politiker (CDU). Er war Mitglied des Niedersächsischen Landtages und Oberbürgermeister der Stadt Wilhelmshaven.

## Leben
Nach dem Besuch der Volksschule und einer Oberrealschule absolvierte Hans Janßen eine kaufmännische Lehre. Nach deren Abschluss war er zunächst für ein Jahr als Versicherungskaufmann tätig, danach leistete er Reichsarbeitsdienst. Zum 1. September 1938 trat er der NSDAP bei (Mitgliedsnummer 6.967.967). In den Jahren 1939 bis 1945 diente er als Leutnant und Batteriechef in der Kriegsmarine.
Nach Ende des Zweiten Weltkrieges arbeitete er für zehn Jahre im Geschäft seiner Eltern, ab 1968 für ein Geldinstitut als Angestellter. Bei seiner Entnazifizierung versuchte Janßen glauben zu machen, nur Parteianwärter in der NSDAP gewesen zu sein und dass die Mitgliedschaft durch korporative Überführung statt durch eigenen Antrag geschehen sei. In der Angelegenheit betätigte sich Arthur Raschke als Fürsprecher Janßens, der diesem gegenüber dem Oldenburger Entnazifizierungs-Ausschuss attestierte, Janßen sei von der HJ in die NSDAP übernommen wurde und sei zudem „politisch wenig interessiert war“ und habe „sich hauptsächlich um seine Berufsinteressen gekümmert hat. Seine Parteizugehörigkeit hat er nicht dazu benutzt, um sich Vorteile anzueignen oder anderen Leuten Schaden zuzufügen.“ (zitiert bei Glienke, S. 102)
Im Jahr 1956 übernahm er die Position als CDU-Kreisgeschäftsführer, fünf Jahre später (1961–1967) wurde er Landesgeschäftsführer. Janßen war Aufsichtsratsmitglied der Schifffahrtsgesellschaft Jade mbH und der Wohnungsbaugesellschaft Jade mbH. Er übernahm den Vorsitz der Gesellschafterversammlung des Wilhelmshavener Energieversorgers Gas, Elektrizität, Wasser GmbH, und war Mitglied der Gesellschafterversammlung der Flugplatz GmbH in Friesland-Wilhelmshaven.
Politisch betätigte Hans Janßen sich seit 1946 zunächst als Ratsherr, wurde in den Jahren 1955 bis 1981 Vorsitzender der Ratsfraktion der CDU und im November 1981 Oberbürgermeister der Stadt Wilhelmshaven. Er erhielt 1986 das Verdienstkreuz am Bande des Verdienstordens der Bundesrepublik Deutschland. Am 16. September 1998 wurde er zum Ehrenbürger der Stadt Wilhelmshaven ernannt.
Janßen war vom 20. Mai 1963 bis 20. Juni 1986 Mitglied des Niedersächsischen Landtages der 5. bis 10. Wahlperiode. Er übernahm vom 25. September 1974 bis 20. Juni 1986 den Vorsitz des Unterausschusses Prüfung der Haushaltsrechnungen des Ausschusses für Haushalt und Finanzen.
Hans Janßen war verheiratet und Vater eines Kindes.